# ستيفن صموئيل وايز
ستيفن صموئيل وايز (بالإنجليزية: Stephen Samuel Wise)‏ هو حاخام أمريكي، ولد في 17 مارس 1874 في بودابست في المجر، وتوفي في 19 أبريل 1949 في نيويورك في الولايات المتحدة.

## وصلات خارجية
- ستيفن صموئيل وايز على موقع الموسوعة البريطانية (الإنجليزية)
- ستيفن صموئيل وايز على موقع مونزينجر (الألمانية)